# Filtr podżwirowy

Filtr podżwirowy

Filtr podżwirowy, filtr denny – mechaniczny i biologiczny wewnętrzny filtr akwarystyczny filtrujący przez żwir podłoża.

## Budowa
Podstawowym jego elementem jest ułożony na całości lub części powierzchni dna akwarium ruszt filtracyjny ze specjalnych płytek ułożonych i złączonych z sobą jedna obok drugiej na całej długości i szerokości zbiornika, na który wysypuje się podłoże dla roślin (żwir). Konstrukcja rusztu z typowych dostępnych w handlu elementów zapewnia utrzymanie ciężkiego podłoża żwirowego i swobodny przepływ wody w utworzonej między dnem akwarium a podłożem żwirowym przestrzeni. Najczęściej w jednym z rogów akwarium montuje się do rusztu filtra i wyprowadza pionowo do góry przez podłoże rurę, która (w zależności od wybranego trybu pracy) jest rurą ssącą lub tłoczącą. Na niej montuje się pompę wymuszającą ruch wody przez filtr, ewentualnie z filtrem mechanicznym wstępnie oczyszczającym wodę z zawiesin w przypadku tłoczenia jej pod żwir. Przez długie lata, przed rozpowszechnieniem pomp elektrycznych, filtry tego typu zasilano napowietrzaczem (w tym wypadku pracowały wyłącznie jako ssące). Wkład filtracyjny w filtrze podżwirowym stanowi cała objętość podłoża żwirowego zalegającego na ruszcie filtra, przez które przepływa woda.
Zależnie od kierunku przepływu wyróżniamy:
- filtr tłoczący (filtr biologiczny) – woda jest tłoczona pod żwir przez filtr mechaniczny, przeważnie kubełkowy
- filtr ssący (mechaniczny i biologiczny) – woda jest wysysana spod żwiru przez turbinę lub napowietrzacz i kierowana do akwarium, przeważnie przez deszczownię.

## Zalety
- duża objętość złoża filtracyjnego i związana z tym duża wydajność
- zapobieganie powstawaniu w podłożu martwych stref i warunków beztlenowych
- bardzo dobre dotlenienie korzeni roślin
- równomierne rozłożenie temperatury w podłożu
- strefy o bardzo wolnym przepływie w których zachodzi denitryfikacja – proces usuwający azotany

## Wady
- w miarę szybkie zamulanie podłoża i utrata wydajności aż do całkowitej utraty zdolności filtracyjnych
- wymiana wkładu filtracyjnego (podłoża) wymusza całkowity demontaż akwarium, usunięcie roślin i zwierząt oraz spuszczenie wody
- wypłukiwanie z podłoża do wody w zbiorniku umieszczonych tam nawozów i substratów dla roślin
- kłopotliwy do zastosowania w zbiornikach z rybami kopiącymi w podłożu
- niekorzystne oddziaływania na rośliny nielubiące intensywnego przepływu przez podłoże

## Stosowanie
Filtr przez wiele lat był bardzo popularny i rozpowszechniony wśród akwarystów. Wpływ miała na to rewelacyjna wydajność i jakość pracy, niskie koszty budowy i możliwość prostego wykonania we własnym zakresie oraz brak na rynku innych rozwiązań filtracyjnych lub ich duży koszt. Obecnie jest wypierany z użycia przez inne modele nowoczesnych tanich filtrów – równie wydajnych i łatwiejszych w obsłudze w zakresie wymiany wkładów filtracyjnych. Jednak do dziś jest jedynym rodzajem filtra biologicznego w powszechnym użyciu, który obok nitryfikacji może stworzyć warunki także dla procesów denitryfikacyjnych.